# 四禪天
四禅天，佛家认为是天界中色界天的第四个层次，为已经脱离欲念，达到四禅境界的天人所居住。此天较三禅天又脱离了“离喜妙乐”的情感，境界更高，具捨與念，心極清淨、不苦不乐受和心注一境等特性，故又称捨念清淨地。

## 概论
世界分为三界：欲界、色界、无色界。色界谓已脱离了欲念，但仍有色身（物质身）的天界。色界天根据禅定功夫又分为初禅天、二禅天、三禅天、四禅天四个层次，每个层次各有多级天。
四禅天自下往上依次为：
1. 無雲天（日语：無雲天）
  - 無雲天謂此天位於無雲之地，也有說法稱“此天无苦、乐、忧、喜等四受，仅有捨受，故称无雲”。
2. 福生天（日语：福生天）
  - 福生天謂此天福報殊勝。
3. 廣果天（日语：広果天）
  - 廣果天謂此天眾生福果最廣、最勝
4. 無想天（日语：広果天#無想天）
  - 無想天謂此天無妄想。
5. 無煩天（日语：無煩天）
  - 無煩天謂此天無紛繁煩惱。
6. 無熱天（日语：無熱天）
  - 無熱天謂此天無熱惱
7. 善見天（日语：善見天）
  - 善见天谓此天修行境界精微完善，所见极为清澈。
8. 善現天（日语：善現天）
  - 善现天谓此天善果毕现。
9. 阿迦膩吒天（日语：色究竟天）
  - 阿迦膩吒天谓此天达到色界的最胜、究竟的境界。

其中，無雲天不見於某些經典，而以福愛天代替，有觀點認為無雲天和福愛天爲同名異譯；無想天也不見於某些經典。
無煩天、無熱天、善見天、善現天、色究竟天，这五天又稱為五不還天或五淨居天，為證聲聞三果阿那含及以上聖者所居之處。如，在人間證阿那含者，轉生到五淨居天。
住在色究竟天的大自在天（即印度教的湿婆）被认为是四禅天的天主，也是三千大千世界之主。

### 色究竟天
有説法聲稱藏傳佛教的一些信奉者認為悉達多太子其實只是居住在色究竟天的釋迦牟尼佛所幻現出來的。聲稱自己信奉黃教的蓮生活佛曾經宣稱他在神識出身的時候見到釋迦牟尼佛的報身在位於色究竟天的大雷音寺裏，他也宣稱釋迦牟尼佛至今仍然通過報身在那𥚃向居住在該處的佛門弟徒講論佛法。
然而，早期佛教聲稱釋尊及一眾證得四果的人在去世後已經馬上在湼槃城入滅。入滅意味着達到湼槃的境界，永遠不會再入輪迴。印傳佛教也宣稱佛陀不會回到世間。

## 往生
四禅天及馀色界天，皆已脱离了世间欲望，而以禅乐为乐。若人要往生四禅天，必须通过禅定功夫达到“捨念清淨定”的四禅境界方可。而又以五凈居天爲最勝，若能往生此五天，需要證得聲聞聖果。